# Jean de Schelandre
Jean de Schelandre  (* 10. Februar 1584 bei Verdun; † 18. Oktober 1635 in Azannes-et-Soumazannes, Département Meuse) war ein französischer Schriftsteller.

## Leben
Schelandre (der von der deutschsprachigen Familie: Thin von Schlanders abstammt) kämpfte als protestantischer Adeliger in den Niederlanden gegen die Spanier und starb an den Spätfolgen seiner Verletzungen. Er schrieb 1608 eine Tragödie mit dem Titel Tyr et Sidon, die er 1628 in zweiter Fassung zu einer Tragikomödie umarbeitete. Sie stellt den Versuch eines unklassischen Stückes in Shakespeare-Manier (mit teilweise derbem Ton) dar, wobei die (fruchtlose) Rebellion gegen die einsetzende Klassik (François de Malherbe) durch ein Vorwort von François Ogier theoretisch untermauert wird. Trotz teilweise starker Figuren (Kassandra) wurde das Stück erst in neuerer Zeit gewürdigt.

## Werke
- Daniel d’Anchères (Pseudonym), Tyr et Sidon ou Les funestes amours de Belcar et Meliane. Tragédie, Paris, Micard, 1608; kritisch hrsg. von Jules Haraszti, Paris, E. Cornély, 1908; Paris, Nizet, 1975.
  - Tyr et Sidon ou, Les funestes amours de Belcar et Méliane. Tragicomédie divisée en deux journées, Paris, R. Estienne, 1628; hrsg. von Joseph William Barker (1943–2009), Paris, Nizet, 1974 (ursprünglich Diss. Emory University 1970).
- Les trois premiers tableaux de penitence dediées av Roy de la Grande Bretaigne, Paris, 1609.
  - Les Sept Excellents tableaux de la pénitence de Saint Pierre, Sedan, 1636.
- Les deux premiers livres de la Stuartide en l’honneur de la tres-illustre maison des Stuarts, Paris, Fleury Bourriquant, 1611 (epische Dichtung).
- Amours d’Anne, hrsg. von  Giovanna Melis, Pisa, ETS, 1993.